# DAFNE Beam-Test Facility
La DAFNE Beam-Test Facility (BTF) è un'area attrezzata per il test di rivelatori di particelle elementari e diagnostica di fascio attraverso la produzione di elettroni, positroni e fotoni di energia e caratteristiche note. La Facility è parte dell'acceleratore DAFNE, presso i Laboratori Nazionali di Frascati dell'INFN. Le configurazioni di lavoro della BTF e le caratteristiche del fascio dipendono fortemente dall'energia e dalla molteplicità - ovvero il numero di particelle per pacchetto - che si vogliono ottenere.
L'impianto è composto dal Linac, che con una frequenza di 50 impulsi al secondo, è in grado di produrre pacchetti di elettroni e positroni con una intensità che può essere modulata da ~107-1010 particelle per impulso, in un range di energia di 300-750 MeV per gli elettroni e 300-550 MeV per i positroni. Tipicamente tale Linac lavora per iniettare questi fasci nell'anello di accumulazione di DAFNE, fissando l'energia di lavoro a 510 MeV. Un magnete pulsato devia il fascio in una linea di trasferimento che trasporta il fascio nell'area sperimentale di circa 100 m² dove possono essere alloggiati gli esperimenti, equipaggiata di strumenti diagnostici, sistema di Acquisizione Dati, sistema di gas, e sistemi di vario tipo a disposizione degli utenti.
Il fascio può essere intercettato da una targhetta di rame di spessore ottimizzabile, che ne attenua fortemente l'intensità. Mentre uno spettrometro composto da un dipolo e da un sistema di slitte opportunamente posizionate permette di selezionare l'impulso delle particelle emergenti con una risoluzione dell'1%. Nell'area sperimentale un ultimo dipolo permette l'uscita del fascio da due linee distinte.
Il fascio così attenuato permette quindi di avere a disposizione impulsi di intensità ed energia variabile, fino alla singola particella per impulso utile per la calibrazione e test di rivelatori propri delle alte energie.